# Phyllanthaceae
Classification APG III (2009)
Famille
Les Phyllanthaceae (Phyllanthacées) sont une famille de plantes à fleurs dicotylédones de l'ordre des Malpighiales qui comprend 1 725 espèces réparties en 56 genres.
Ce sont des plantes herbacées, des arbustes ou des arbres majoritairement présentent en zone tropicale, assez communes en zone tempérée sud et plus rares en zone tempérée nord.
Le genre Phyllanthus, l'un des genres les plus vastes des plantes à fleurs, avec plus de 1 200 espèces, compte plus de la moitié des espèces de la famille.

## Étymologie
Le nom vient du genre type Phyllanthus composé du grec φύλλων / fyllon, feuille et άνθη / anthe, fleur, en références aux fleurs de certaines espèces semblant émerger de la feuille.

## Classification
La classification classique de Cronquist (1981) classait les genres de cette famille dans les Euphorbiaceae.
La famille inclut aussi le genre Hymenocardia, précédemment placé dans la famille propre des Hymenocardiaceae par certains auteurs. 
La classification phylogénétique place cette famille dans l'ordre des Malpighiales.

## Liste des genres
Selon World Checklist of Selected Plant Families (WCSP) (24 mai 2010) :
- Actephila (en) Blume (1826)
- Amanoa Aubl. (1775)
- Andrachne (en) L. (1753)
- Antidesma L. (1753)
- Apodiscus (en) Hutch. (1911 publ. 1912)
- Aporosa Blume (1826)
- Ashtonia (en) Airy Shaw (1968)
- Astrocasia B.L.Rob. & Millsp. (1905)
- Baccaurea Lour. (1790)
- Bischofia (en) Blume (1827)
- Breynia J.R.Forst. & G.Forst. (1775)
- Bridelia (en) Willd. (1806)
- Celianella (en) Jabl. (1965)
- Chascotheca (en) Urb. (1904)
- Chonocentrum (en) Pierre ex Pax & K.Hoffm. (1922)
- Chorisandrachne (en) Airy Shaw (1969)
- Cleistanthus Hook.f. ex Planch. (1848)
- Croizatia (en) Steyerm., Fieldiana (1952)
- Dicoelia (en) Benth. (1879)
- Didymocistus (en) Kuhlm. (1938 publ. 1940)
- Discocarpus (en) Klotzsch (1841)
- Distichirhops (en) Haegens, Blumea (2000)
- Flueggea Willd., Sp. Pl. 4: 637, 757 (1806)
- Glochidion J.R.Forst. & G.Forst. (1775)
- Gonatogyne (en) Klotzsch ex Müll.Arg. (1873)
- Heterosavia (Urb.) Petra Hoffm. (2008)
- Heywoodia (en) Sim (1907)
- Hieronyma Allemão (1848)
- Hymenocardia Wall. ex Lindl., Intr. Nat. Syst. Bot. (1836)
- Jablonskia (en) G.L.Webster (1984)
- Keayodendron (en) Leandri (1959)
- Lachnostylis (en) Turcz. (1846)
- Leptonema (en) A.Juss. (1824)
- Leptopus (en) Decne. (1844)
- Lingelsheimia (en) Pax (1909)
- Maesobotrya Benth. (1879)
- Margaritaria L.f. (1782)
- Martretia (en) Beille (1907)
- Meineckia (en) Baill. (1858)
- Nothobaccaurea (en) Haegens, Blumea (2000)
- Notoleptopus Voronts. & Petra Hoffm. (2008)
- Pentabrachion (en) Müll.Arg. (1864)
- Phyllanthopsis (Scheele) Voronts. & Petra Hoffm. (2008)
- Phyllanthus L. (1753)
- Plagiocladus (en) Jean F.Brunel (1987)
- Poranthera (en) Rudge (1811)
- Protomegabaria (en) Hutch. (1911)
- Pseudolachnostylis (en) Pax (1899)
- Pseudophyllanthus (Müll.Arg.) Voronts. & Petra Hoffm. (2008)
- Richeria Vahl (1797)
- Sauropus Blume (1826)
- Savia (en) Willd. (1806)
- Securinega Comm. ex A.Juss. (1789)
- Spondianthus (en) Engl. (1905)
- Tacarcuna (en) Huft (1989)
- Thecacoris (en) A.Juss. (1824)
- Uapaca Baill. (1858)
- Wielandia Baill. (1858)

Selon Angiosperm Phylogeny Website (24 mai 2010) :
- Actephila
- Aerisilvaea
- Amanoa
- Andrachne
- Antidesma
- Aporosa
- Ashtonia
- Astrocasia
- Baccaurea
- Bischofia
- Blotia
- Breynia
- Bridelia
- Celianella
- Chascotheca
- Chonocentrum
- Cleistanthus
- Croizatia
- Didymocistus
- Discocarpus
- Flueggea
- Glochidion
- Gonatogyne
- Heywoodia
- Hyeronima
- Hymenocardia
- Jablonskia
- Keayodendron
- Lachnostylis
- Leptonema
- Leptopus
- Maesobotrya
- Margaritaria
- Meborea
- Meineckia
- Oreoporanthera
- Pentabrachion
- Petalodiscus
- Phyllanoa
- Phyllanthus
- Poranthera
- Protomegabaria
- Pseudolachnostylis
- Reverchonia
- Richeria
- Richeriella
- Sauropus
- Savia
- Securinega
- Spondianthus
- Thecacoris
- Uapaca
- Wielandia
- Zimmermannia (en)
- Zimmermanniopsis (en)

Selon NCBI (24 mai 2010) :
- tribu Amanoeae
  - Amanoa
  - Pentabrachion
- tribu Antidesmeae
  - Antidesma
  - Apodiscus
  - Aporosa
  - Baccaurea
  - Hieronyma
  - Jablonskia
  - Leptonema
  - Maesobotrya
  - Oreoporanthera
  - Poranthera
  - Protomegabaria
  - Richeria
  - Spondianthus
  - Thecacoris
  - Uapaca
- tribu Bischofieae
  - Bischofia
- tribu Bridelieae
  - Bridelia
  - Cleistanthus
- Celianella
- tribu Dicoelieae
  - Dicoelia
- tribu Hymenocardieae
  - Didymocistus
  - Hymenocardia
- tribu Phyllantheae
  - Andrachne
  - Archileptopus
  - Astrocasia
  - Breynia
  - Chascotheca
  - Flueggea
  - Glochidion
  - Keayodendron
  - Leptopus
  - Margaritaria
  - Meineckia
  - Phyllanthus
  - Pseudolachnostylis
  - Reverchonia
  - Richeriella
  - Sauropus
  - Securinega
  - Zimmermannia
  - Zimmermanniopsis
- tribu Wielandieae
  - Actephila
  - Blotia
  - Discocarpus
  - Gonatogyne
  - Heywoodia
  - Lachnostylis
  - Petalodiscus
  - Savia
  - Tacarcuna
  - Wielandia
- Phyllanthaceae incertae sedis
  - Martretia